# Cimabue
Giovanni Cimabue, pseudonimo di Cenni (Bencivieni) di Pepo (Firenze, 5 settembre 1240 – Pisa, 24 gennaio 1302), è stato un pittore italiano.
Si hanno notizie di lui dal 1272, e Dante lo citò come il maggiore della generazione antecedente a quella di Giotto, parallelamente al poeta Guido Guinizelli e al miniatore Oderisi da Gubbio. Secondo il Ghiberti e il Libro di Antonio Billi fu al contempo maestro e scopritore di Giotto. Vasari lo indicò come il primo pittore che si discostò dalla «scabrosa goffa e ordinaria [...] maniera greca», ritrovando il principio del disegno verosimile «alla latina».
A Cimabue spetta però un passo fondamentale nella transizione da figure ieratiche e idealizzate (di tradizione bizantina) verso veri soggetti, dotati di umanità ed emozioni, che saranno alla base della pittura italiana e occidentale. Fu un pittore di spregiudicata capacità innovatrice (si pensi agli espedienti con cui rese drammatica come mai prima di allora la Crocifissione ad Assisi, oppure all'incredibile inclinazione del Crocifisso di Santa Croce), che pur senza staccarsi mai dai modi propriamente bizantini, li portò alle estreme conseguenze, a un passo dal rinnovamento già perseguito in scultura da Nicola Pisano e in pittura poi da Giotto.
Tuttavia in questo periodo, la stessa pittura bizantina mostrava dei segni di evoluzione verso una maggiore resa dei volumi ed un migliore dialogo con l'osservatore. Per esempio negli affreschi del monastero di Sopoćani, datati al 1265, si notano figure ormai senza contorno dove le sfumature finissime evidenziano la rotondità volumetrica. D'altronde lo stesso Vasari, cui tanto si deve nell'attribuzione a Cimabue dell'avvio della rinascenza della pittura italiana, afferma che egli ebbe "maestri greci".

## Biografia
Le notizie certe che sappiamo, ossia suffragate da documenti, sulla vita di Cimabue sono molto esigue: presente a Roma nel 1272; incaricato di realizzare un cartone per il mosaico del catino absidale del Duomo di Pisa il 1º novembre 1301; morto a Pisa il 24 gennaio 1302. Da queste pochissime informazioni i critici e gli storici dell'arte hanno ricostruito, non senza controversie e incertezze, il catalogo delle opere.
La data di nascita approssimativa si basa sulla menzione di Vasari e su un calcolo dell'età che doveva avere nel 1272, quando a Roma venne citato come testimone in un atto pubblico di notevole importanza, quindi verosimilmente sui trent'anni. In tale documento viene anche ricordato il luogo di nascita dell'artista, "Florentia", confermata anche nel documento pisano. Non trova altri riscontri la notizia di Giovanni Villani che l'artista si chiamasse "Giovanni" e Cimabue di cognome.
Il documento di Roma, datato 8 giugno 1272, registra la testimonianza del pittore sul patronato che il cardinale Ottobono Fieschi assunse su incarico di papa Gregorio X di un monastero di monache di San Damiano che per l'occasione, fu ridedicato a Sant'Agostino e alla sua Regola. A Roma dovette conoscere l'arte classica e la scuola locale. La ricostruzione della cronologia delle opere basata su dati stilistici dalla recente e rigorosa analisi di Luciano Bellosi pone l'artista al lavoro a Firenze, Pisa e Bologna alla fine degli anni settanta e all'inizio del decennio successivo. In questo periodo avrebbe realizzato, tra le altre opere, il crocifisso di Santa Croce, la Maestà del Louvre e i mosaici del battistero di Firenze.
Gli anni ottanta dovettero essere il momento di massima popolarità dell'artista, con l'incarico di decorare transetto e abside della basilica superiore di San Francesco, impresa realizzata tra il 1288 e il 1292 circa. Già dagli anni novanta il suo astro dovette iniziare ad essere oscurato da quello dell'allievo Giotto, come registrò la celebre menzione dantesca. Ci fu comunque spazio per un'opera celebre come la Maestà di Santa Trinita.
Come già accennato, il 1º e il 5 novembre 1301 era a Pisa, dove firmò per l'esecuzione di una grande Maestà con storie sacre per la chiesa dell'ospedale di Santa Chiara, da eseguire in collaborazione col lucchese Giovanni di Apparecchiato, detto "Nuchulus": opera perduta o forse mai eseguita per la morte dell'artista. Il 19 marzo 1302 infatti, appena quattro mesi dopo, un documento fiorentino parla degli "eredi" di Cimabue riguardo a una casa nel popolo di San Maurizio a Fiesole. Il 4 luglio di quell'anno al camerlengo di Pisa vengono consegnati alcuni oggetti (i guanti di ferro, una tovaglia e altro) appartenuti al pittore, che quindi doveva essere morto mentre attendeva a un lavoro per il Duomo di Pisa, ovvero i cartoni per il mosaico nella calotta absidale.

## Opere principali

### Il Crocifisso di Arezzo

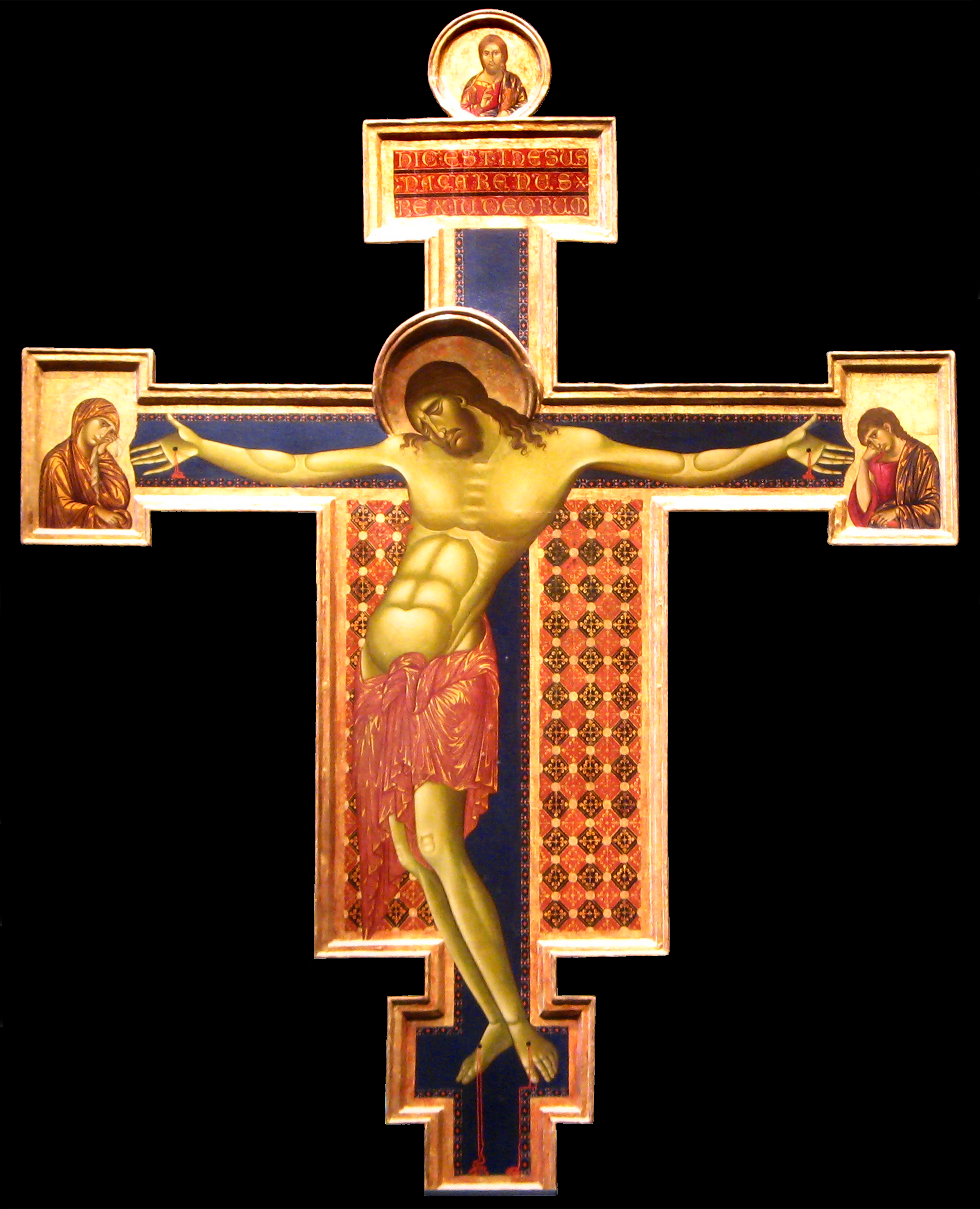
Crocifisso, chiesa di San Domenico, Arezzo

Probabilmente la sua formazione si svolse a Firenze, tra maestri di cultura bizantina. Già con la Crocifissione della chiesa di San Domenico di Arezzo, databile attorno al 1270, segnò un distacco dalla maniera bizantina.
In questa opera Cimabue si orientò verso le recenti rappresentazioni della Crocifissione con il Christus patiens dipinte verso il 1250 da Giunta Pisano, ma aggiornò l'iconografia arcuando ancora maggiormente il corpo del Cristo, che ormai debordava occupando tutta la fascia alla sinistra della croce. Inoltre esasperò il pittoricismo basato sull'uso di sottilissimi filamenti distesi con la punta del pennello per la resa degli incarnati, realizzando un vigore muscolare e una volumetria mai visti prima. Sempre ai modelli di Giunta rimandano le due figure nei tabelloni ai lati dei braccio della croce (Maria e san Giovanni raffigurati a mezzo busto in posizione di compianto) e lo stile asciutto, quasi "calligrafico" della resa anatomica del corpo del Cristo.
La somiglianza con il modello giuntesco si spiega anche con un'esplicita richiesta dei domenicani aretini, essendo uno dei crocifissi di Giunta conservato nella chiesa principale dell'ordine, la basilica di San Domenico a Bologna. Un'altra novità rispetto al modello fu l'uso delle striature d'oro (agemina) nel panneggio che copre il corpo di Cristo o nelle vesti dei due dolenti, un motivo derivato dalle icone bizantine.

### Il Crocifisso di Santa Croce

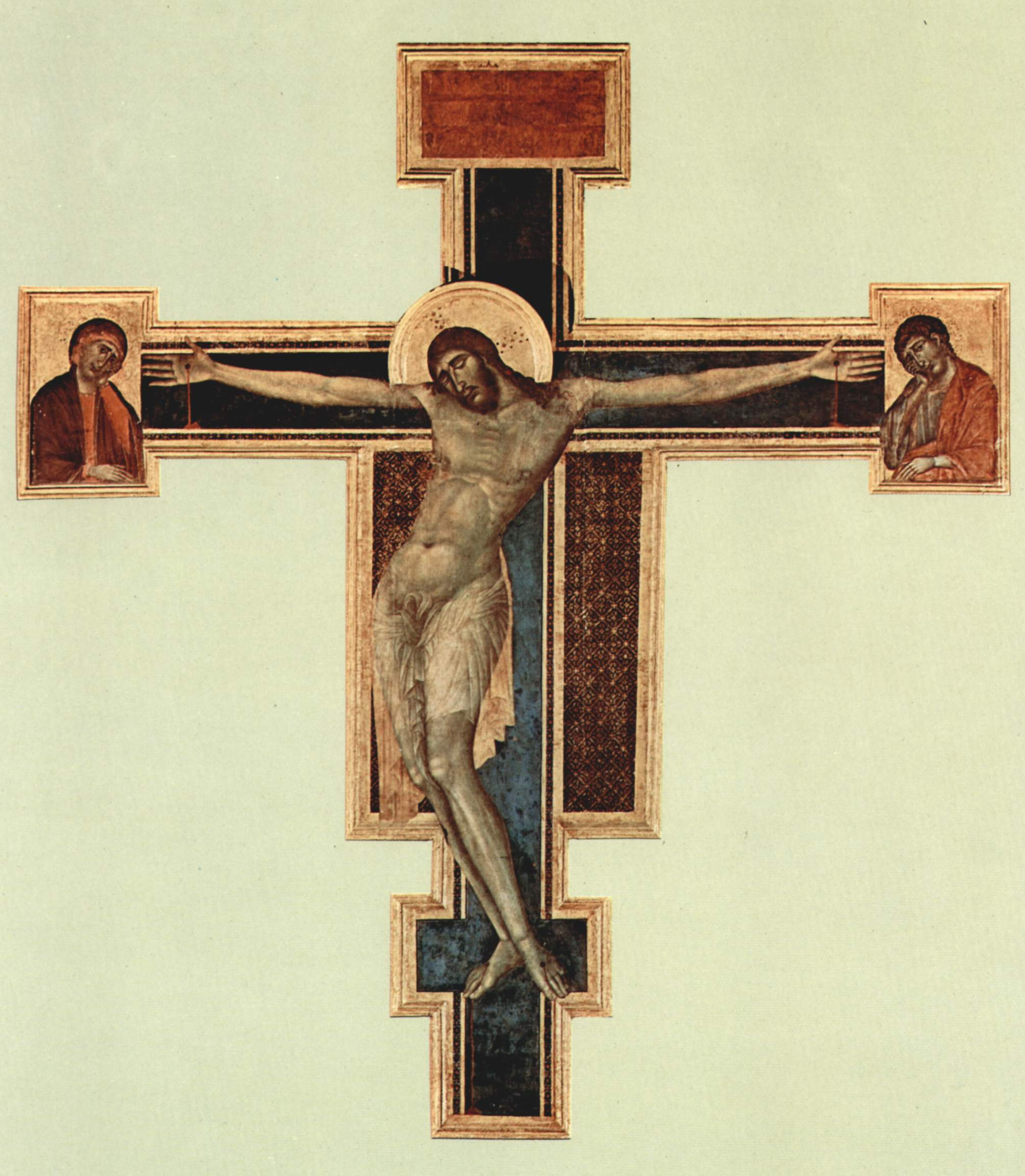
Crocifisso, Museo di Santa Croce, Firenze (prima dei danni dell'alluvione)

Poco dopo il viaggio a Roma del 1272, alla fine degli anni settanta, eseguì il Crocifisso per la chiesa fiorentina di Santa Croce, oggi semidistrutto a causa dell'alluvione di Firenze del 1966. Quest'opera si presenta dall'apparenza simile al Crocifisso aretino, ma a un'analisi attenta lo stile pittorico è molto cambiato. Alto 3,90 m è un crocifisso grandioso, con la posa del Cristo ancora più sinuosa, dove la figura intera è ancora più grave e sprofonda verso il basso trascinata dal suo stesso peso, con un'inarcatura ancora più marcata che deborda oltre il margine della croce.
Ma è soprattutto la resa pittorica delicatamente sfumata a rappresentare una rivoluzione, con un naturalismo commovente (forse ispirato anche alle opere di Nicola Pisano) e privo di quelle dure pennellate grafiche che si riscontrano nel crocifisso aretino. A differenza della precedente opera aretina il corpo non è diviso in aree circoscritte e ben distinte come fossero i pezzi di un'armatura scomponibile: i passaggi tra le varie aree del corpo avviene sempre con passaggi graduali, modulazioni chiaroscurali sempre sfumate, mai nette. La luce adesso è calcolata e modella con il chiaroscuro un volume realistico: i chiari colori dell'addome girato verso l'ipotetica fonte di luce, ad esempio, non sono gli stessi del costato e delle spalle, sapientemente rappresentati come illuminati con un angolo di luce diverso. Ciò permette di imprimere volumetria all'intera figura e alle singole parti del corpo, dotando i muscoli di un vigore e possanza, come del resto era già avvenuto nel precedente crocifisso, ma a differenza di prima si ha un maggiore realismo.
Vengono anche superati molti dei retaggi dell'arte bizantina, come la separazione netta tra i muscoli di braccio e avambraccio, adesso fusi a livello dei gomiti. Un vero esempio di virtuosismo è poi la resa del morbido panneggio, delicatamente trasparente. Dopo secoli di aspri colori pastosi, Cimabue fu quindi il primo a stendere morbide sfumature.

### LaMaestàdel Louvre

La Maestà del Louvre, 1280 circa, 276×424 cm, già a Pisa, oggi al Louvre, Parigi

Cimabue anche nell'iconografia tradizionale della Madonna col Bambino stabilì un nuovo canone con il quale si dovettero confrontare i pittori successivi, soprattutto Giotto.
Verso il 1280 eseguì la Madonna con il Bambino o Maestà del Louvre, proveniente dalla chiesa di San Francesco a Pisa. In questa opera è amplificata la maestosità, tramite un più ampio campo attorno alla Madonna (si pensi alla Madonna del Bordone di Coppo di Marcovaldo), e migliore è la resa naturalistica, pur senza concessioni al sentimentalismo (Madonna e Bambino non si guardano e le loro mani non si toccano). Il trono è disegnato con un'assonometria intuitiva e quindi collocato precisamente nello spazio, anche se rimane poco profondo e gli angeli sono disposti ritmicamente attorno alla divinità secondo precisi schemi di ritmo e simmetria, senza interesse a una reale disposizione nello spazio, infatti levitano l'uno sopra l'altro (non l'uno dietro l'altro).
Viene riproposto il pittoricismo tipico dei crocifissi che permette di articolare il chiaroscuro in maniera morbida, sfumata e realistica. Molti tratti arcaicizzanti scompaiono in quest'opera, come quella spaccatura profonda, a forma di cuneo, nel punto in cui il sopracciglio incontra la radice del naso, che troviamo ancora nella Vergine dolente sia del Crocifisso di San Domenico ad Arezzo (1270 circa) che del Crocifisso di Santa Croce (di poco anteriore al 1280). O anche le linee bianche sovrapposte sopra il labbro superiore che producevano un "effetto di sdoppiamento" e che ancora troviamo nelle due precedenti opere. È scomparso anche il caratteristico solco che partiva dall'angolo dell'occhio e che attraversava tutta la guancia, che Cimabue aveva ereditato dal crocifisso bolognese di San Domenico di Giunta Pisano.
Molto fine è il modo con cui i panneggi avvolgono il corpo delle figure, soprattutto della Madonna, che crea un realistico volume fisico. Non vi è usata l'agemina (le striature dorate). Questa pala ebbe un'eco immediata, ripresa per esempio verso il 1285 dal senese Duccio di Buoninsegna, nella sua aristocratica Madonna Rucellai - opera per lungo tempo erroneamente attribuita allo stesso Cimabue -, già in Santa Maria Novella e oggi agli Uffizi.

### Anni '80 del Duecento
In questo periodo vengono collocate una serie di opere in varie collocazioni: oltre alla già citata Maestà del Louvre (1280 circa), la Flagellazione della Collezione Frick, la piccola Maestà della National Gallery di Londra (entrambi intorno al 1280), i mosaici per il battistero fiorentino (le ultime due scene della vita del Battista e le prime scene della Genesi), la Maestà di Santa Maria dei Servi a Bologna (1281-1285 circa) e la Madonna della Pinacoteca di Castelfiorentino, forse in collaborazione con Giotto (1283-1284 circa).

### Le opere di Assisi

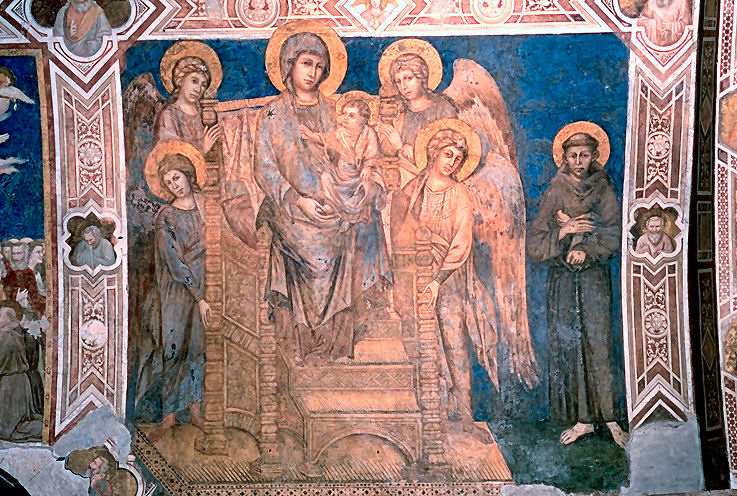
Maestà con san Francesco, Assisi

Non è chiaro sotto quale papato Cimabue lavorò ad Assisi, probabilmente entro quello di Niccolò IV, nel 1288-1292. L'arrivo di Cimabue nel grande cantiere segnò l'ingresso nella prestigiosa commissione papale di artisti fiorentini e la scelta del maestro fu dettata quasi certamente dalla fama che aveva acquistato a Roma nel 1272, anche se non sono conosciute opere di Cimabue del periodo romano.
Nel transetto destro della basilica inferiore affrescò la Madonna col Bambino in trono, quattro angeli e san Francesco, dipinto palesemente decurtato dal lato sinistro dove si suppone fosse presente un sant'Antonio di Padova a pendant del Poverello d'Assisi. L'affresco, infatti fu incorniciato alcuni decenni dopo dai maestri giotteschi che affrescarono il resto del transetto. L'opera è stata oggetto di pesanti ridipinture avvenute in epoca più tarda. Il san Francesco che vi compare è simile a quello ritratto in una tavola conservata nel Museo di Santa Maria degli Angeli. L'autenticità di quest'ultima tavola (riconosciuta dal Longhi) è stata oggetto di accese controversie probabilmente anche a causa dalle sue peculiarità tecniche. In particolare essa è priva del consueto strato preparatorio in gesso, né ha camottatura. Procedimenti preparatori, specie il primo, pressoché immancabili nella pittura medievale su tavola. Sulla base di queste circostanze vi è chi ha ipotizzato possa addirittura trattarsi di un falso moderno. Da ultimo tuttavia ha conciliato l'autenticità della tavola con queste eccezioni tecniche Luciano Bellosi (2004), assumendo che il dipinto in questione sia stato originariamente creato per essere posto sul primo sepolcro di Francesco, destinazione che avrebbe reso incongrua la consueta preparazione della tavola.
Fu forse proprio per l'alta qualità pittorica dell'affresco della Basilica inferiore che Cimabue fu chiamato a realizzare le pitture nell'abside e nel transetto della basilica superiore di San Francesco, negli stessi anni in cui forse maestranze romane cominciavano ad affrescare la parte superiore della navata. È difficile avere un'idea degli affreschi assisiati di Cimabue e della sua bottega, perché oggi sono i più danneggiati della basilica Superiore, avendo subìto un processo di ossidazione della biacca (bianco di piombo) che ha reso i toni chiari scuri (per cui sembra di essere di fronte a un negativo fotografico).
La scena più interessante è quella della Crocifissione nel transetto sinistro, dove le numerose figure in basso con i loro gesti straziati fanno convergere le linee di forza verso il crocifisso, attorno al quale si dispiega un seguito di angeli. La drammaticità quasi patetica della rappresentazione viene considerato il punto di arrivo della riflessione francescana sul tema della croce in senso drammatico.

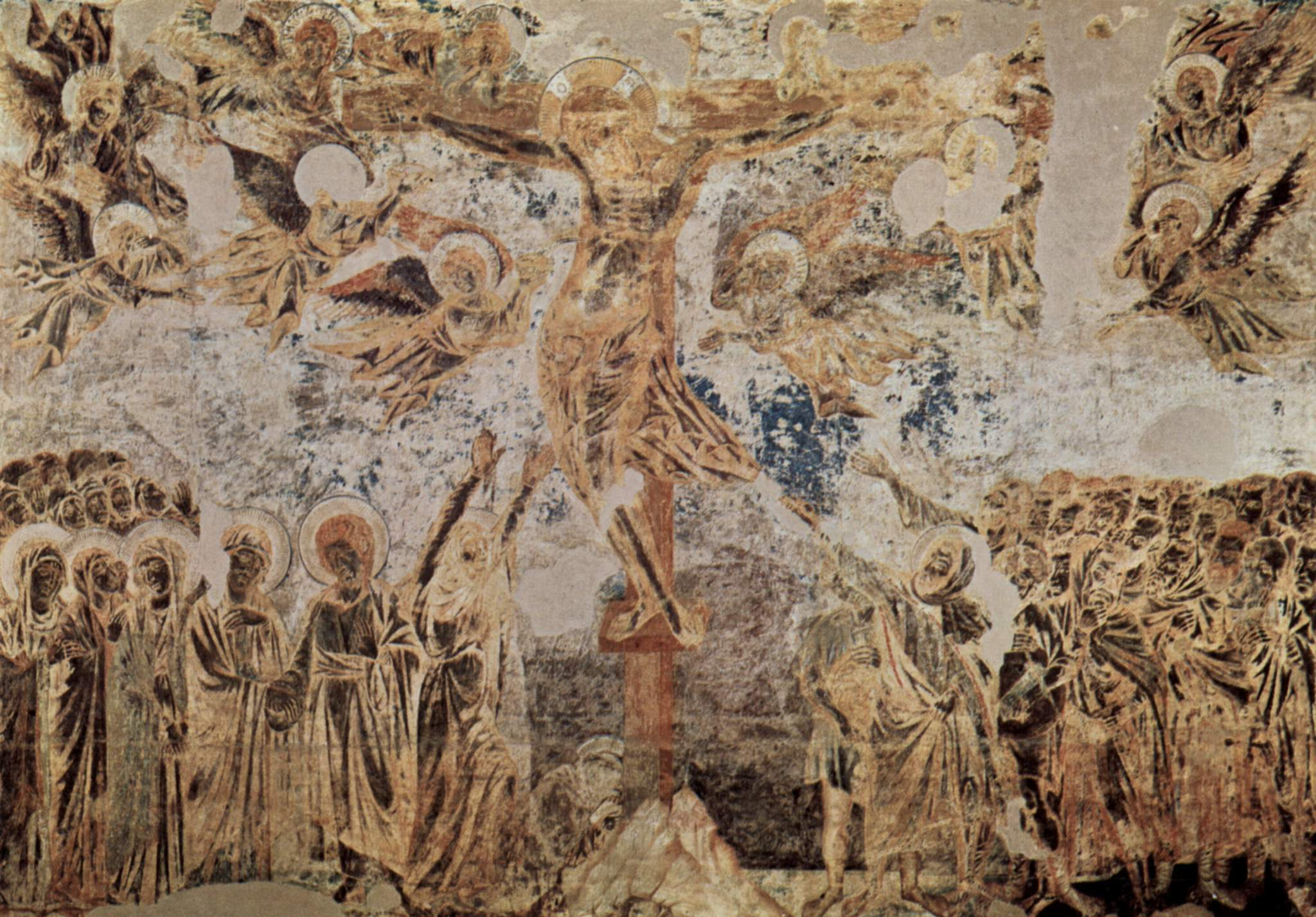
La Crocifissione
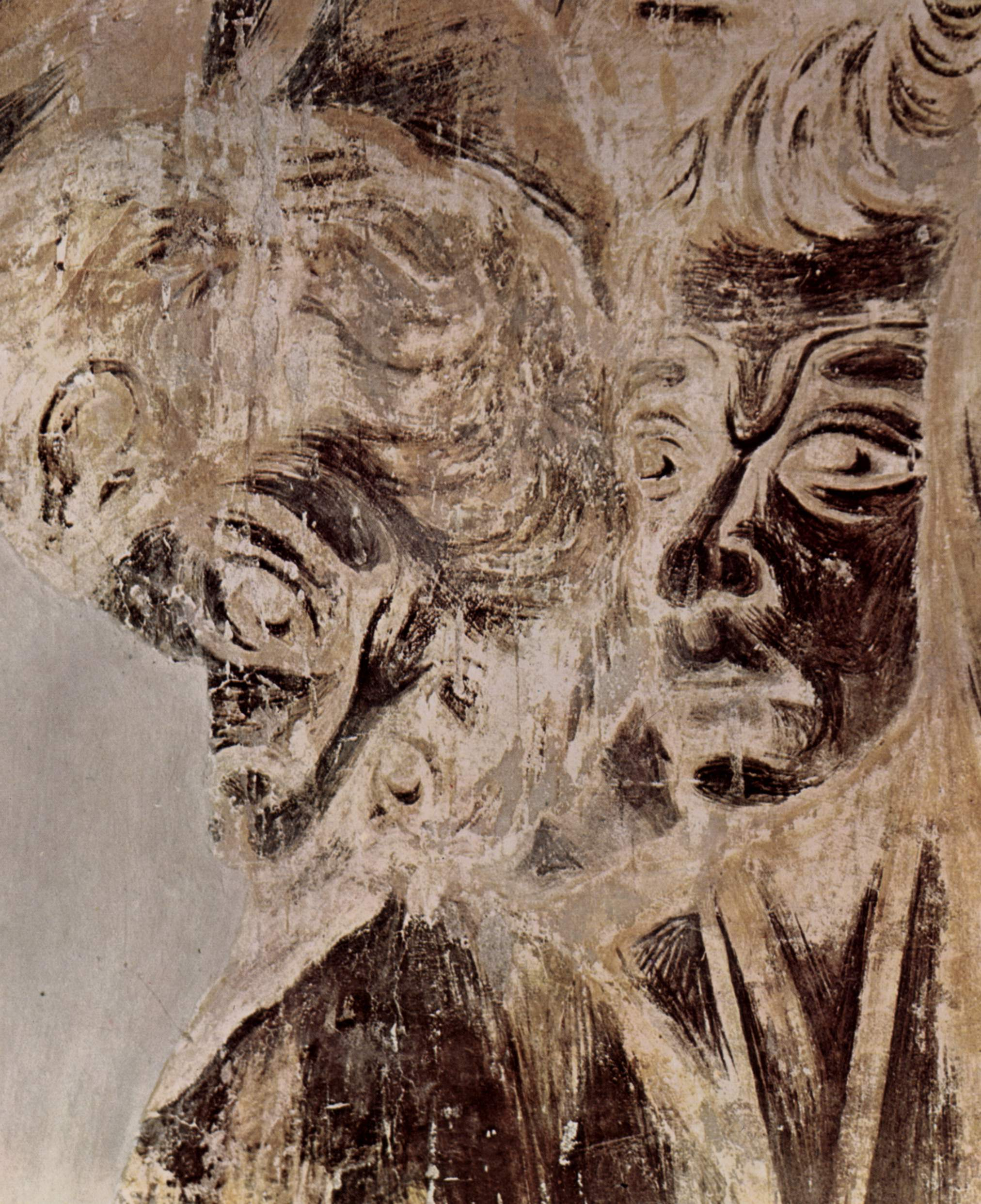
Un dettaglio come si presenta oggi
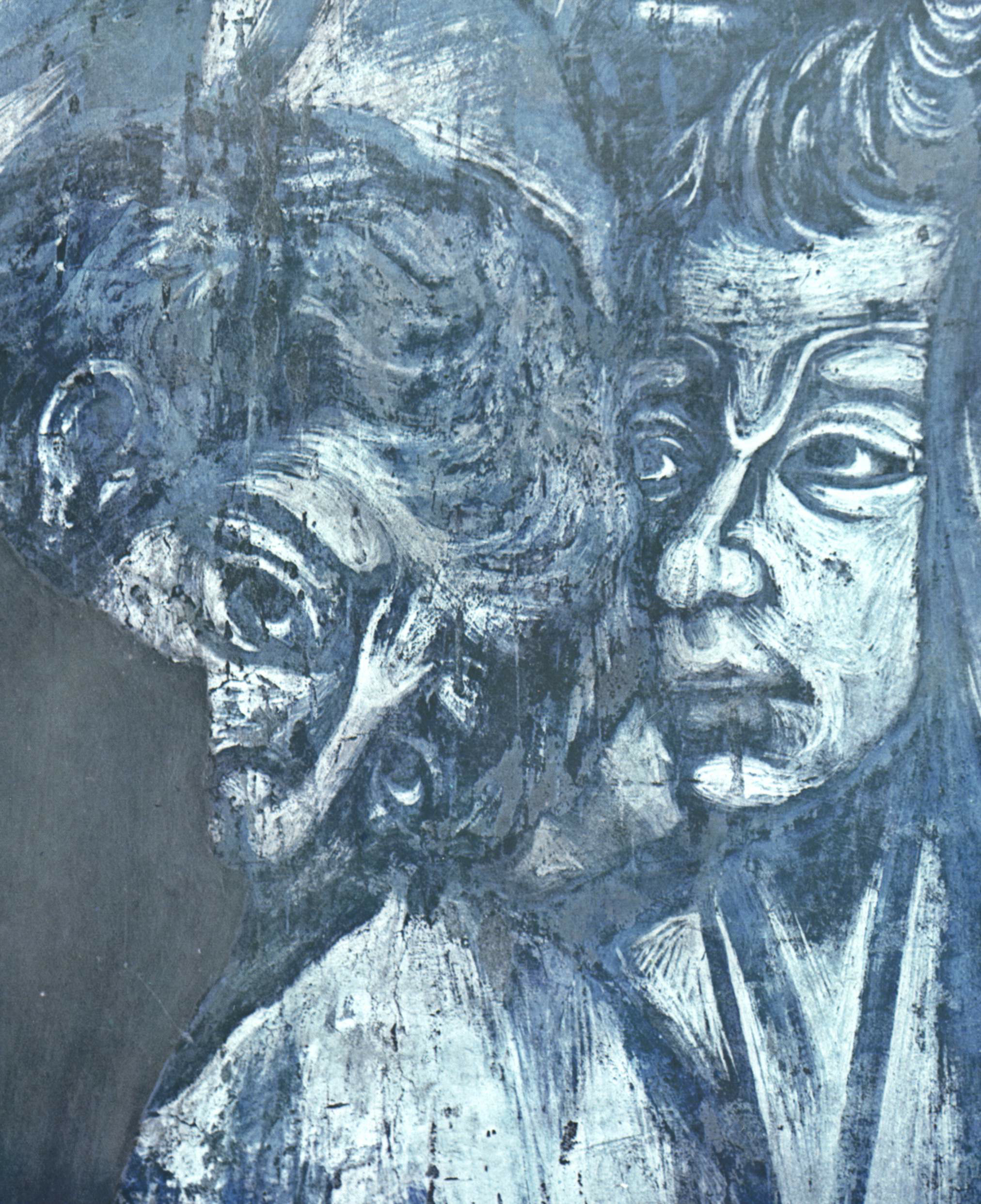
Lo stesso dettaglio al negativo
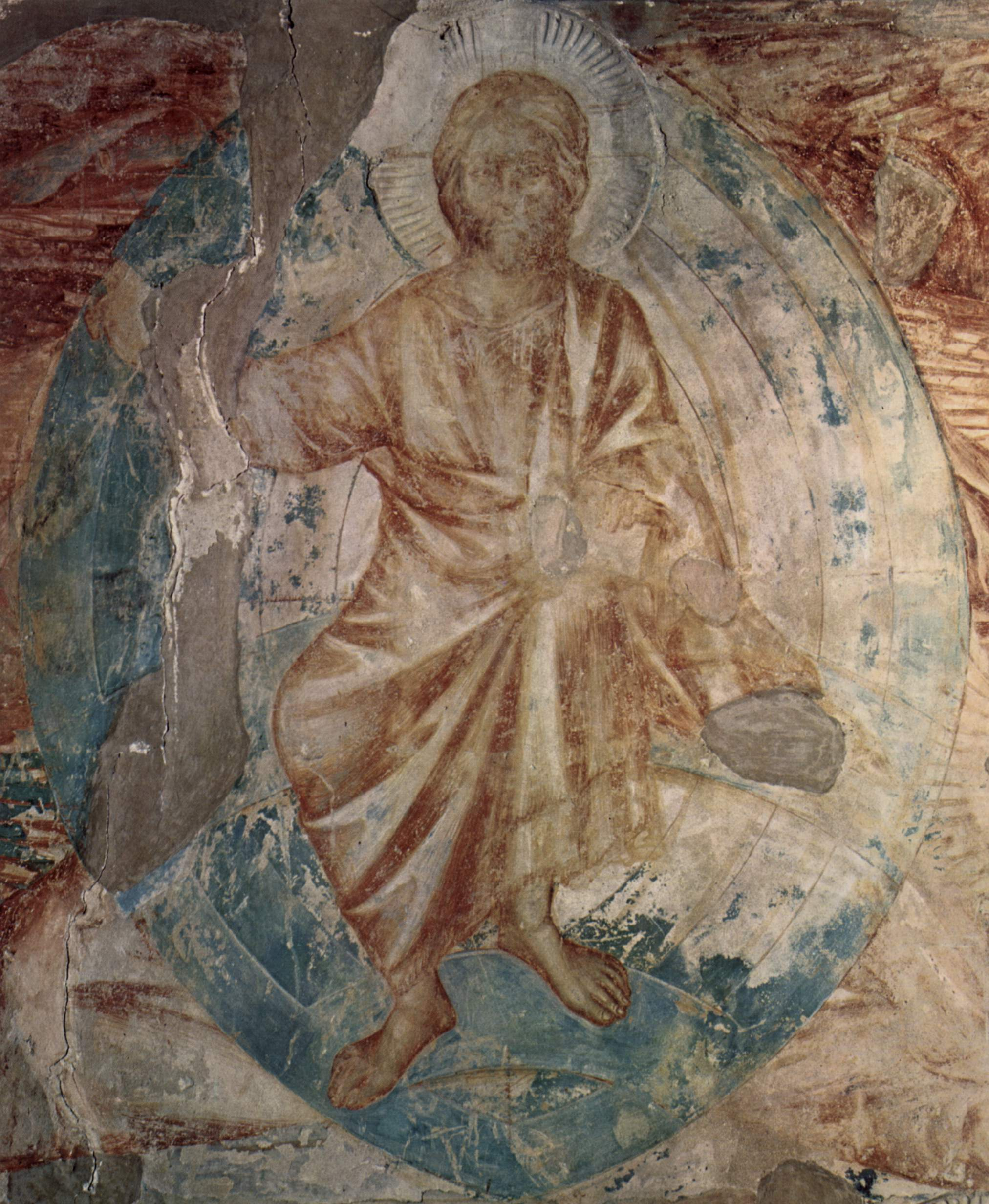
Cristo apocalittico

### LaMaestàdi Santa Trinita

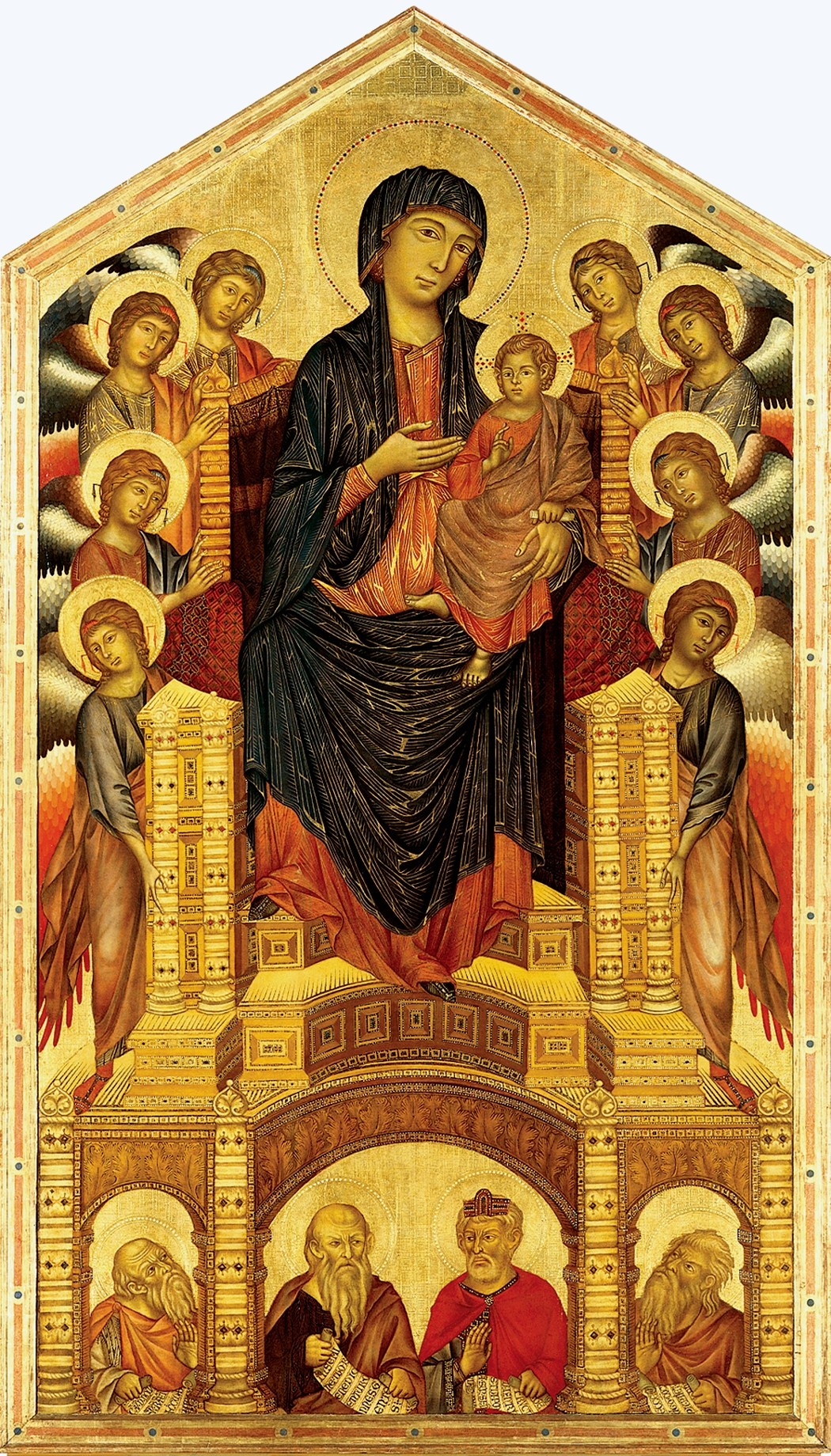
Maestà di Santa Trinita

Nella chiesa di Santa Trinita a Firenze era conservata un'altra Maestà di Cimabue, ora conservata agli Uffizi, della quale non si conosce la data, ma che viene attribuita a un momento più tardo, tra il 1290 e il 1300. La principale novità di questa pala è il maggior senso tridimensionale del trono di Maria, che crea un vero e proprio palcoscenico al di sotto del quale si apre un loggiato che per un effetto illusionistico appare al centro come un'esedra: qui trovano posto i busti di Geremia, Abramo, Davide e Isaia che sembrano affacciarsi in uno spazio realisticamente definito. Più tendenti alla disposizione in profondità sono anche le figure degli angeli ai lati del trono.
Le espressioni sono anche più dolci, come nel mosaico del Duomo di Pisa, per cui si pensa che sia verosimile collocare l'opera in un periodo in cui Giotto era già attivo e le sue novità influenzavano anche il maestro.

### Gli ultimi anni a Pisa

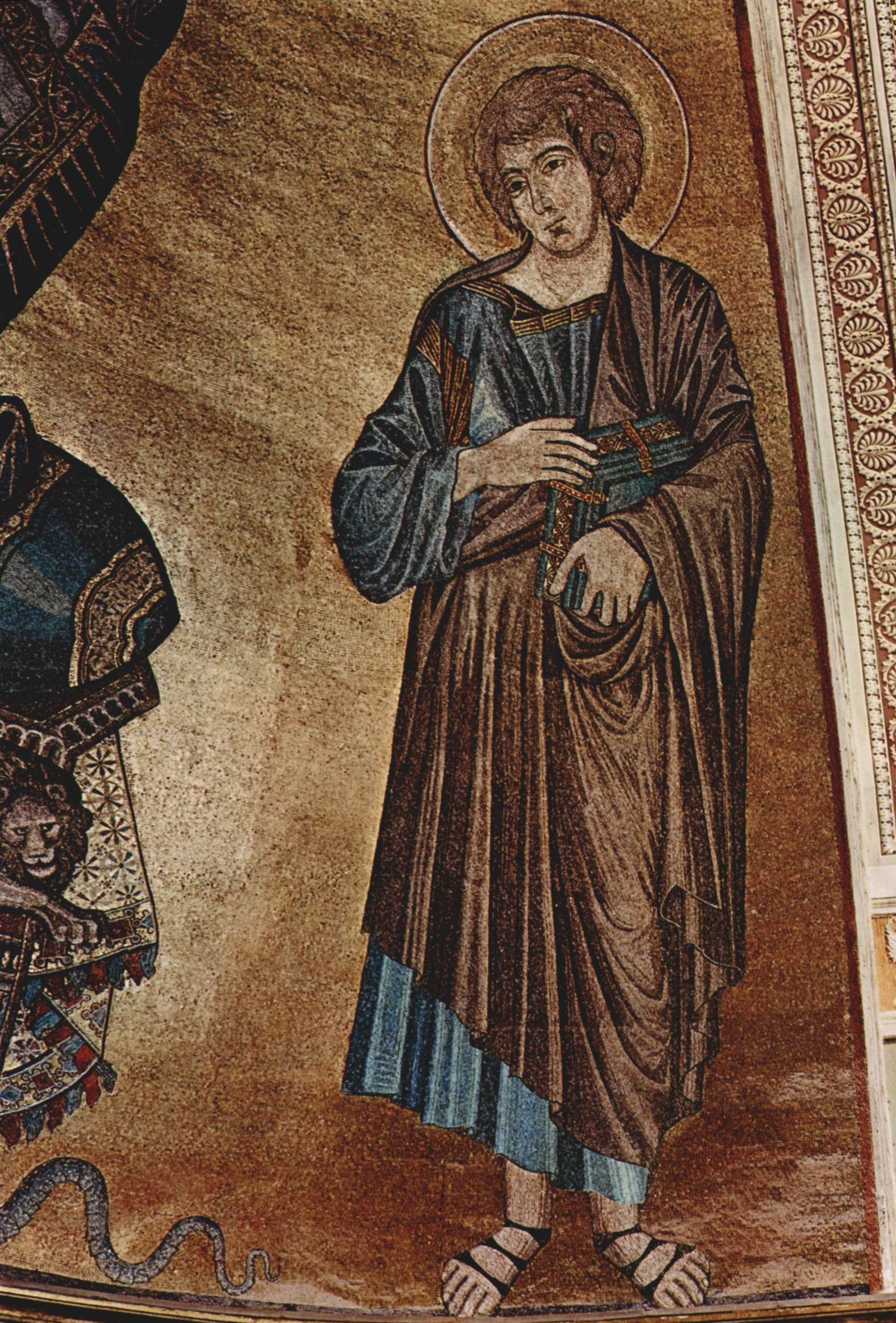
San Giovanni evangelista, mosaico nel catino absidale del duomo di Pisa

Dal 2 settembre 1301 al 19 febbraio 1302, anno della morte, fu a Pisa dove realizzò il mosaico absidale del duomo: di questo rimane la figura di san Giovanni Evangelista, servita alla critica moderna per ricostruire il suo catalogo: si tratta infatti dell'unica opera di Cimabue per la quale sia possibile un'attribuzione basata su fonti documentali certe.
Recentemente è stato attribuito al pittore un dittico, formato da due tavole con la Madonna in trono col Bambino e santi e la Flagellazione, conservate rispettivamente alla National Gallery di Londra e alla Frick Collection di New York.

## Opere
L'attribuzione e cronologia delle opere elencate qui segue l'analisi recente e rigorosa di Luciano Bellosi
- Crocifisso di San Domenico, 1268-1271 circa, tempera e oro su tavola, 336×267 cm, Arezzo, chiesa di San Domenico
- Crocifisso di Santa Croce, 1275-1280 circa, tempera e oro su tavola, 448×390 cm, Firenze, Museo di Santa Croce
- Maestà del Louvre, 1280 circa, tempera e oro su tavola, 424×276 cm, Parigi, Museo del Louvre
- Maestà con due angeli, 1280-1285 circa, tempera e oro su tavola, 25,6×20,8 cm, Londra, National Gallery
- Flagellazione (attr. incerta), 1280-1285 circa, tempera e oro su tavola, 24,7×20 cm, New York, Frick Collection
- Cristo deriso, 1280 circa, tempera a uovo e oro su tavola, 25,7×20,5 cm, Parigi, Museo del Louvre
- Partecipazione ai mosaici del battistero di Firenze, 1280-1285 circa, Firenze, battistero di San Giovanni
- Madonna di Castelfiorentino, 1283-1284 circa, tempera e oro su tavola, 68×47 cm, Castelfiorentino, Museo di Santa Verdiana
- Maestà di Santa Maria dei Servi (e bottega), 1281-1285 circa, tempera e oro su tavola, 218×188 cm, Bologna, basilica di Santa Maria dei Servi
- Maestà di Assisi, 1288 circa, affresco, 320×340 cm, Assisi, basilica inferiore di San Francesco
- Affreschi nella basilica superiore di San Francesco ad Assisi, 1288-1292 circa
  - Volta dei quattro Evangelisti con costoloni decorati da fogliami e faccine di putti;
  - Storie della Vergine (abside)
    - Annuncio a Gioacchino e sua offerta
    - Madonna tra due angeli (bottega)
    - Natività e sposalizio della Vergine
    - Madonna col Bambino, Vergine leggente, Santo che colpisce un legno (bottega di Cimabue)
    - Trapasso della Vergine
    - Dormitio Virginis
    - Assunzione della Vergine
    - Cristo e la Vergine in gloria
    - Due clipei con Busti di santi (bottega)

  - Scene apocalittiche (transetto sinistro)
    - Crocifissione
    - Cristo in gloria
    - Visione del trono e libro dei sette sigilli
    - Visione degli angeli ai quattro angoli della terra
    - Cristo apocalittico
    - Caduta di Babilonia
    - San Giovanni e l'angelo (bottega)
    - San Michele e il drago (bottega)
    - Angeli a figura piena

  - Storie dei santi Pietro e Paolo (transetto destro)
    - Crocifissione
    - San Pietro guarisce lo storpio
    - San Pietro guarisce gli infermi e libera gli indemoniati
    - Caduta di Simon Mago
    - Crocifissione di san Pietro
    - Decapitazione di san Paolo
    - Angeli a figura piena (molto danneggiati, ai lati della quadrifora del lunettone alla testa del transetto)
- Maestà di Santa Trinita, 1290-1300 circa, tempera e oro su tavola, 385×223 cm, Firenze, Uffizi
- San Giovanni Evangelista, 1301-1302, mosaico (disegno), Pisa, Duomo

### Opere di attribuzione incerta o della bottega
- Maestà Kress (attr. incerta), 1290 circa, tempera e oro su tavola, 34,3×24,4 cm, Washington, National Gallery of Art
- San Francesco (attr. incerta), tempera su tavola, 107×57 cm, Assisi, Museo di Santa Maria degli Angeli
- Maestà con i santi Francesco e Domenico, 1295-1300 circa, tempera su tavola, 133×82 cm, Firenze, Uffizi, Collezione Contini Bonacossi
- Tavolette con storie di Gesù (attr. incerta, forse del Maestro di Badia a Isola), tempera e oro su tavola
  - Natività, 17×19 cm, Firenze, Fondazione Longhi
  - Ultima Cena, 17×18 cm, New Orleans, New Orleans Museum of Art
  - Cattura di Cristo, 18×16 cm, Portland, Portland Art Museum
  - Crocifissione, 17×18,2 cm, Barcellona, monastero di Pedralbes
  - Giudizio Universale, 17×19 cm, Milano, collezione Bagnarelli
- Crocifissione (attr. incerta, forse di scuola veneta), 1300 circa, tempera e oro su tavola, 93×58 cm, Kreuzlingen, collezione Kisters
- Madonna orante , San Francesco d'Assisi , San Vittore, San Giovanni Evangelista (attr. incerta), XIV secolo, affreschi, Priabona, provincia di Vicenza, Oratorio di San Vittore.

## Cimabue nella letteratura
(Dante Alighieri, Purgatorio XI, 94-96)
(Epitaffio sulla tomba di Cimabue.)
(L'Ottimo Commento della Divina Commedia, Testo inedito d'un contemporaneo di Dante citato dagli Accademici della Crusca, Pisa, 1828, II, p. 188.)
(Filippo Villani, De origine civitatis Florentiae et eiusdem famosis civibus. Si trova in J. Schlosser, Quellenbuch zur Kunstgeschichte des abendländischen Mittelalters, Wien, 1892, pp. 370 ss.)
(Dante con l’esposizione di Christoforo Landino et di Alessandro Vellutello, Venezia, 1564, c. 203v.)
(Libro di Antonio Billi, fol. 40v)
Credidit ut Cimabos picturae castra tenere, sic tenuit vivens; nunc tenet astra poli.
Non lascerò di dire che, se alla gloria di Cimabue non avesse contrastato la grandezza di Giotto suo discepolo, sarebbe stata la fama di lui maggiore, come ne dimostra Dante nella sua Commedia, dove alludendo nell’undecimo canto del Purgatorio alla stessa inscrizzione della sepoltura, disse:
Credette Cimabue nella pintura tener lo campo, et ora ha Giotto il grido; sì che la fama di colui oscura.
Nella dichiarazione de quali versi, un comentatore di Dante, il quale scrisse nel tempo che Giotto vivea, e dieci o dodici anni dopo la morte d’esso Dante, cioè intorno agli anni di Cristo milletrecentotrentaquattro, dice, parlando di Cimabue, queste proprie parole precisamente: "Fu Cimabue di Firenze pintore nel tempo di l'autore, molto nobile di più che omo sapesse, e con questo fue sì arogante e sì disdegnoso, che si per alcuno li fusse a sua opera posto alcun fallo o difetto, o elli da sé l’avessi veduto, ché, come accade molte volte, l'artefice pecca per difetto della materia, in che adopra, o per mancamento ch'è nello strumento con ch'e' lavora, immantenente quell’opra disertava, fussi cara quanto volesse. Fu et è Giotto in tra li dipintori il più sommo della medesima città di Firenze, e le sue opere il testimoniano a Roma, a Napoli, a Vignone, a Firenze, a Padova et in molte parti del mondo, etc.". Il qual comento è oggi appresso il molto reverendo don Vincenzio Borghini priore degl'Innocenti, uomo non solo per nobiltà, bontà e dottrina chiarissimo, ma anco così amatore et intendente di tutte l'arti migliori, che ha meritato esser giudiziosamente eletto dal signor duca Cosimo in suo luogotenente nella nostra Accademia del Disegno. Ma per tornare a Cimabue, oscurò Giotto veramente la fama di lui, non altrimenti che un lume grande faccia lo splendore d'un molto minore; perciò che sebbene fu Cimabue quasi prima cagione della rinovazione dell'arte della pittura, Giotto nondimeno, suo creato, mosso da lodevole ambizione et aiutato dal cielo e dalla natura, fu quegli che andando più alto col pensiero, aperse la porta della verità a coloro che l'hanno poi ridotta a quella perfezzione e grandezza, in che la veggiamo al secolo nostro; il quale, avezzo ogni dì a vedere le maraviglie, i miracoli, e l'impossibilità degli artefici in quest'arte, è condotto oggimai a tale, che di cosa che facciano gli uomini, benché più divina che umana sia, punto non si maraviglia.»
(Giorgio Vasari, Vite, 1550, p. 122; 1568, 319)